# Wachberg (Rückmarsdorf)

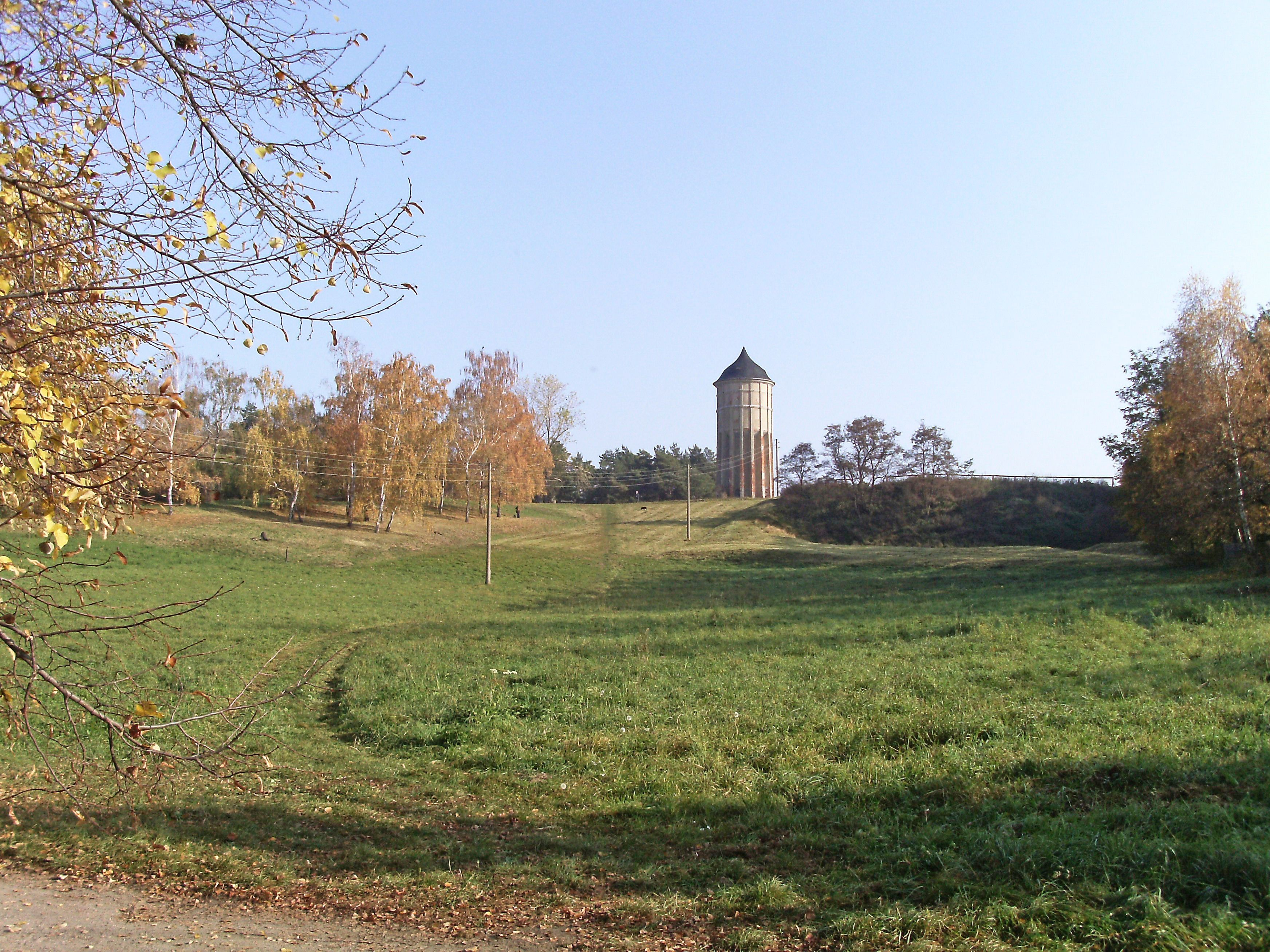
Der Wachberg von Westen (2011)

Der Wachberg ist ein 133,5 Meter hoher Hügel im Leipziger Stadtteil Rückmarsdorf. Er ist die höchste natürliche Erhebung im Westteil der Stadt und ein Landschaftsschutzgebiet.

## Lage und Beschreibung
Der Wachberg liegt südöstlich des alten Dorfkerns von Rückmarsdorf, ist aber heute vollständig von Wohnbauten umgeben. Er gehört zur Dehlitz-Rückmarsdorfer Endmoräne, die auf die Saale-Eiszeit zurückgeht und von Süden kommend sich bis zum Bienitz erstreckt. Nach Westen fällt der Wachberg um nahezu 30 Meter zur Aue des Zschampert-Baches ab. Sein unbebautes Gebiet, das mit dem Landschaftsschutzgebiet gleichzusetzen ist, nimmt eine Fläche von etwa neun Hektar ein. Auf ihm wechseln sich Wald- mit Wiesenflächen ab. Auf seinem Plateau stehen drei Objekte, die an seine Geschichte erinnern. Die nach Südosten offene Sicht bietet einen Panoramablick über Leipzig.

## Geschichte
Bis ins 17. Jahrhundert hieß der Hügel noch Ricmersberg nach Ricmer, dem Kolonisator von Rückmarsdorf in der deutschen Besiedlung im 9. Jahrhundert. Erst als er im Dreißigjährigen Krieg als Beobachtungspunkt genutzt worden war, kam es zu seinem heutigen Namen.

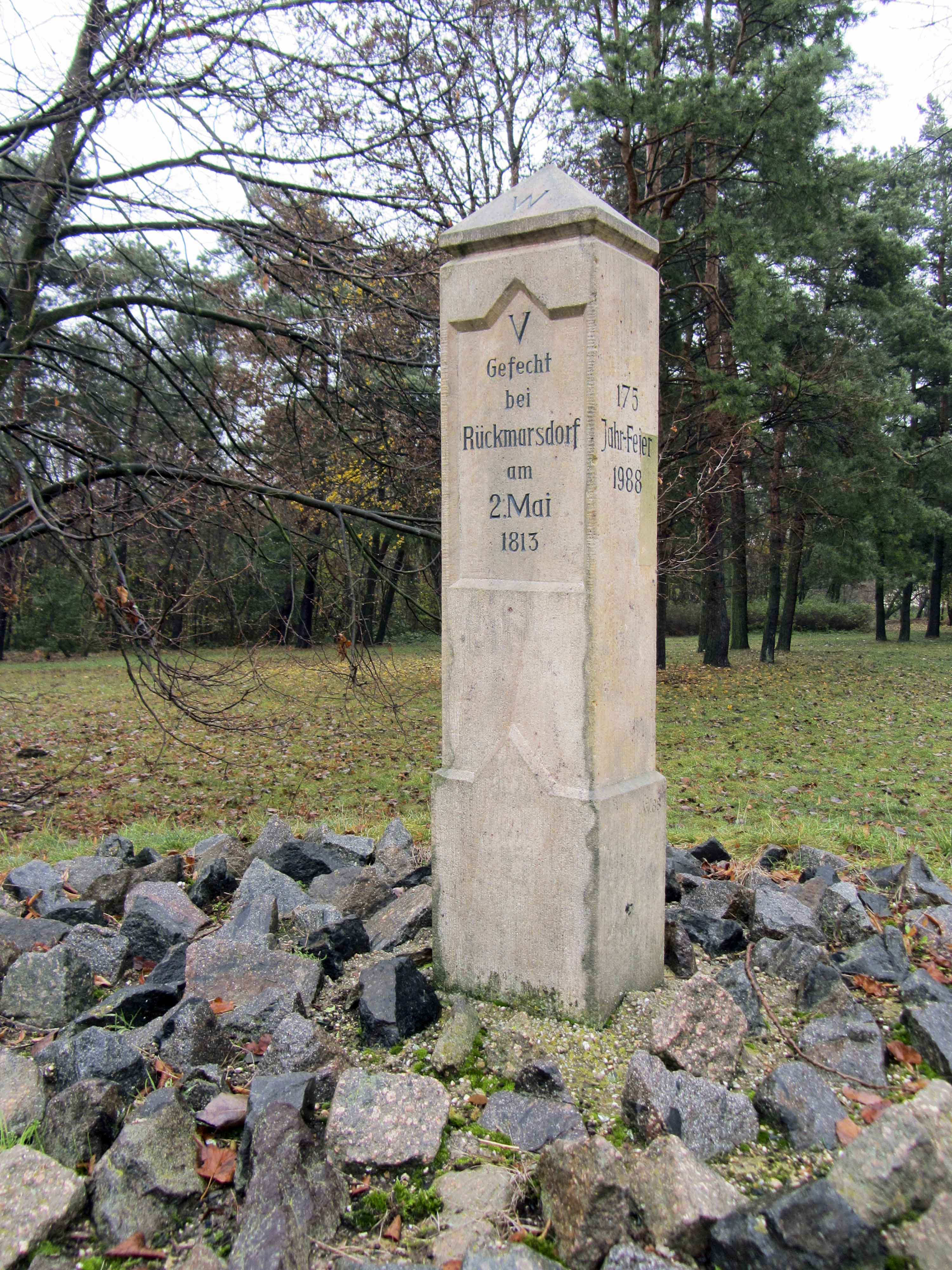
Kleist-Gedenkstein (2014)
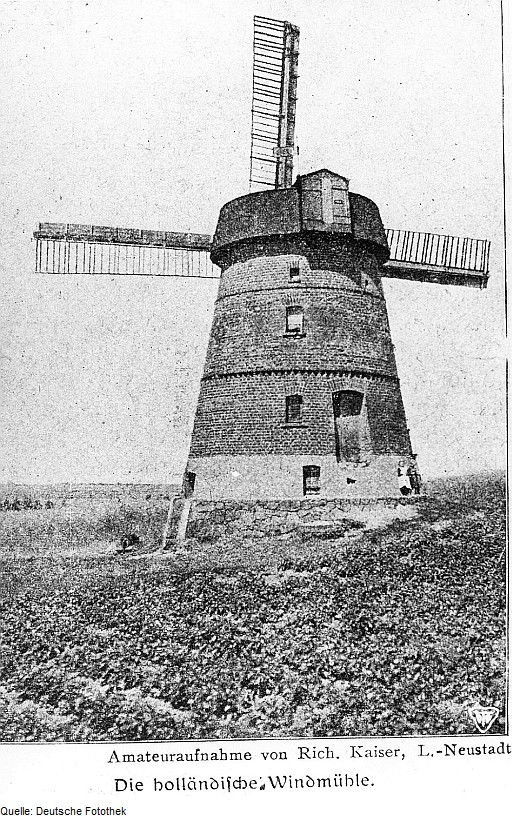
Ehem. Windmühle (1906)
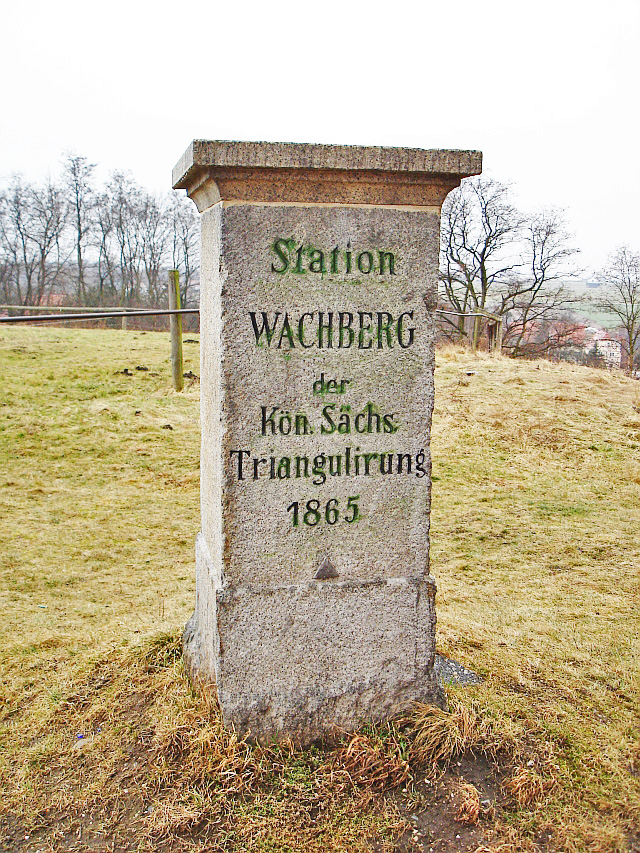
Vermessungssäule (2009)
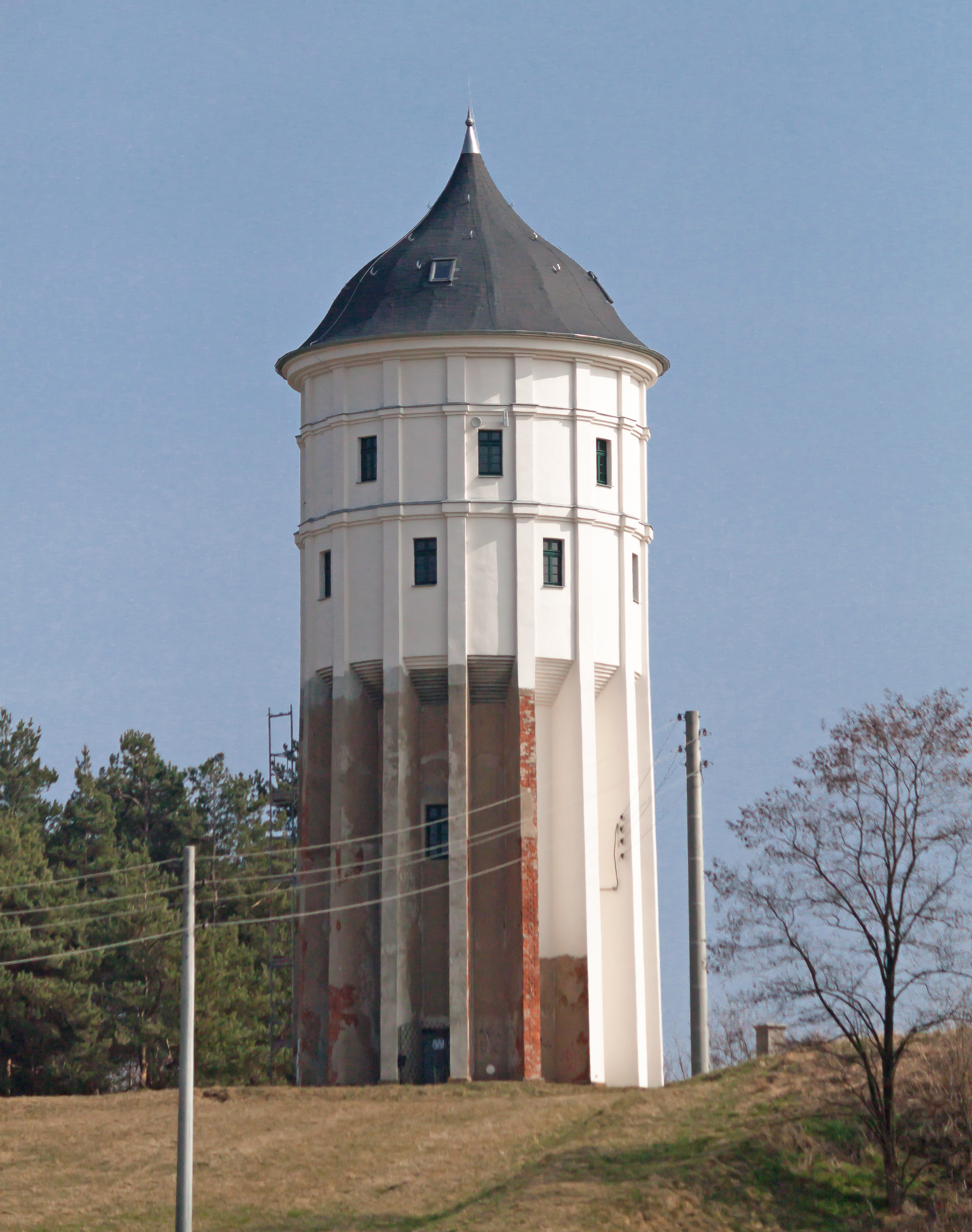
Wasserturm (2015)

Im Rahmen des Truppenaufmarsches vor der Schlacht bei Großgörschen kam es am 2. Mai 1813 bei Rückmarsdorf zu einem Gefecht zwischen preußischen Truppen unter Generalfeldmarschall Friedrich von Kleist (1763–1823) und einem französischen Verband, woran der Gedenkstein auf dem Wachberg erinnert. Er wurde 1988 errichtet, ist nach Art der Apelsteine gestaltet und steht unter Denkmalschutz.
1835 wurde auf dem Wachberg eine Windmühle, ein sogenannter Turmholländer, errichtet, die bis in die 1920er Jahre in Betrieb war, dann aber abgerissen wurde.
Bei der Landesvermessung des Königreiches Sachsen von 1862 bis 1890, der sogenannten Königlich-Sächsischen Triangulirung diente der Wachberg als Station 2. Ordnung. Die 1865 errichtete, etwa 90 cm hohe Triangulationssäule ist als technisches Denkmal erhalten.
Zur stabilen Trinkwasserversorgung der umliegenden Wohngebiete wurde 1914 durch die Leipziger Wasserwerke auf dem Wachberg ein Wasserturm errichtet, der seit 1984 nicht mehr in Betrieb ist und Denkmalschutz genießt. Es ist ein 23 Meter hoher verputzter Ziegelbau. Den Turmschaft umgeben 16 Pfeiler, die die Auskragung des Behältergeschosses abfangen und in diesem als flache Lisenen ihre Fortsetzung finden. Den Abschluss bildet ein geschweifter Turmhelm. Das Fassungsvermögen des inzwischen demontierten Wasserbehälters aus genietetem Stahlblech betrug 150 m³.
2004 kaufte der Heimatverein Rückmarsdorf e. V., durch Sponsoren finanziert, den Turm von der Stadt Leipzig und ließ ihn denkmalgerecht sanieren.